# NGC 2464
NGC 2464 bezeichnet im NGC-Katalog drei scheinbar dicht beieinander liegende Sterne im Sternbild Lynx. Der Katalogeintrag geht auf eine Beobachtung des Astronomen Bindon Blood Stoney am 20. Februar 1851 zurück.